# Pohanský hrad
Pohanský hrad výrazná sopečná čedičová plošina a stejnojmenná národní přírodní rezervace ležící v Cerové vrchovině. Rozloha rezervace měří 223,35 ha a byla vyhlášena v roce 1958 na území obcí Stará Bašta, Hajnáčka a Šurice v Banskobystrickém kraji. Předmětem ochrany je nejzachovalejší a nejtypičtější náhorní plošiny na čedičovém příkrovu na Slovensku, které představuje území s vysokou krajinářskou a geomorfologickou hodnotou a jeden z nejrozsáhlejších souvislých lesních komplexů s přirozeným dřevinným složením v Cerové vrchovině.
Pohanský hrad je náhorní plošina s nejvyšší nadmořskou výškou asi 580 metrů. Plošina je jen málo ovlivněna činností člověka. Je tvořena čedičovými horninami, které jsou po obvodu erozí rozděleny na řadu skalních věží, bradel a puklin. Bradla jsou vysoká až třicet metrů. Pod stěnami jsou kamenná moře, která vznikla rozpadem kamenných bloků. 
Na území se nachází 31 čedičových nekrasových jeskyní, které vznikly díky svahovým pohybům. Nejdelší jeskyně Sloupová měří 182 metrů. K dalším patří Labyrintová jaskyňa a poblíž ní se nachází Nyáryho jeskyňa. Jeskyně byly osídlené od eneolitu po dobu laténskou. Nachází se zde také pozůstatky kamenného valu z doby pobytu Keltů. Na vrcholu se nachází slovanské hradiště, jež sloužilo jako opěrný bod husitů v době jejich nájezdů.
Z plošiny Pohanského hradu je omezený výhled do kraje. Nejkratší přístup na hrad je po zelené turistické značce z obce Hajnáčka.